# Saint-Étienne-de-Bolton
Saint-Étienne-de-Bolton är en kommun i provinsen Québec i Kanada. Den ligger i regionen Estrie, i den sydöstra delen av landet, 260 km öster om huvudstaden Ottawa.